# El Padre
 (février 2012).
Si vous disposez d'ouvrages ou d'articles de référence ou si vous connaissez des sites web de qualité traitant du thème abordé ici, merci de compléter l'article en donnant les références utiles à sa vérifiabilité et en les liant à la section « Notes et références ».
El Padre est la vingt-huitième histoire de la série Les Tuniques bleues de Lambil et Raoul Cauvin. Elle est publiée pour la première fois du no 2192 au no 2202.

## Résumé
Une délicate mission d'espionnage en plein territoire sudiste amène Blutch et Chesterfield à se réfugier au Mexique pour échapper à leurs poursuivants. Malheureusement, ceux-ci se retrouvent dans un village au cœur d'un conflit opposant une bande de pillards indiens menés par Jacomino à une bande mexicaine dirigée par Diaz.
Pour éviter d'être abattus sur place, ceux-ci se déguisent en moines, Blutch se faisant passer pour un paysan accompagnant le padre. Ils réalisent que Diaz vit dans un petit village en tant que tyran, exécutant tous ceux contestant son autorité. Ils s'attirent le soutien des villageois, mais ceux-ci s'avèrent toutefois trop terrifiés pour affronter Diaz. En rivalité permanente contre Jacomino, ce dernier est toutefois contraint de s'allier de temps en temps quand ils s'attaquent à des militaires. Cependant, ce statu quo risque d'être modifié, car Diaz dispose d'un atout dans sa manche : la fille du colonel Appeltown, avec laquelle il compte obtenir de la part des Nordistes suffisamment d'armes et de munitions pour se débarrasser de Jacomino.

## Personnages
- Sergent Chesterfield : déguisé en moine dans cette aventure, Chesterfield est, comme d'habitude, totalement ridiculisé. Obligé d'enlever une partie de ses cheveux, il provoque l'hystérie d'Amélie Appeltown quand cette dernière le voit. N'y connaissant absolument rien à la religion, il s'avère bien incapable de pratiquer une messe, mais sait dans cet album faire preuve de plans habiles. Cependant, et comme c'est souvent le cas avec les stratagèmes du sergent, ils ne feront que le conduire de Charybde en Scylla. Les valeurs morales de Chesterfield sont également mis en avant ici, puisqu'il n'hésite pas à plusieurs reprises à s'énerver contre les méthodes tyranniques de Diaz, au risque d'énerver ce dernier.
- Caporal Blutch : accompagnant fidèlement Chesterfield, il se déguise en paysan dans cette aventure, et critique comme d'habitude les initiatives du sergent, faisant preuve de sa traditionnelle lâcheté.
- Diaz : le chef des pillards mexicains est un criminel mégalomane, qui se prétend moralement supérieur à Jacomino, puisqu'il est catholique. En réalité, son catholicisme consiste uniquement à offrir une église aux paysans pour éviter qu'ils ne se révoltent. Il n'a aucune fierté personnelle, oubliant ses querelles avec Jacomino quand il sent qu'il peut amasser plein d'argent. Il est le stéréotype classique du criminel.
- Jacomino : l'homologue de Diaz est un chef indien sans scrupules, hargneux, colérique et rancunier. Il se querelle souvent avec Diaz, et essaie même de le tuer, mais, tout comme ce dernier, poursuit avant tout un but spéculatif en recherchant à s'enrichir et à accroître son pouvoir personnel.

### Documentation
- Yves Chaland, « El Padre », dans Jean-Luc Fromental (dir.), L’Année de la bande dessinée 81/82, Paris : Temps Futurs, 1982, p. 51.